# しいなまお
しいな まお（1977年12月29日 - ）は、日本のタレントである。

## 略歴
- 1998年、「滝上りお」として、グラビアデビュー[1]。当時の胸囲は101cm。その後、「椎名かおり」として、コンパイルレーシングYAMAHAのキャンペーンガール「カーバンクルガールズ」でグランプリに選出される。
- 『トゥナイト2』でリポーターとして活躍した。
- 所属事務所がファンクラブ｢マオネッツ｣を設立する。
- 2010年12月30日を最後にブログの更新を終了し、所属事務所のウェブサイトも存在していないため、以後芸能活動から引退状態となった。

## 人物
趣味：散歩・ドライブ・イラスト
特技：水泳・バレーボール・ビリヤード・フラフープ
資格：秘書検定2級

## エピソード
- ある店で料理をレポートする時に食べ始めると、唐突に少女のような表情で落涙し始めた。同行する北野誠が驚いて涙の理由をたずねると「この料理……おじいちゃんに食べさせたかった」つぶやくように語った。北野「そっかぁ、まおはおじいちゃん子やったんやなぁ」、しいな「いえ、私おばあちゃん子です」、北野「え、どういうこと」、しいな「おばあちゃん子な私が、おじいちゃんにも食べさせてあげたかったと思えるくらいおいしい料理なんです」、このやりとりでレポート現場とスタジオは笑いの渦に包まれた[2]。
- 見知らぬ男からおごられる場合に断るか否か、を観るどっきり企画でおごられた[3]。
- 雑誌の企画で東京マリンのウォータースライダー「フリーフォール・カミカゼ」で滑った際、水着のお尻の部分に穴が開いた。

## 出演

### テレビ
- MAXハニー（奈良テレビ）
- 新日本プロレス「闘魂ネットワーク」(サムライTV)
- とんねるずのみなさんのおかげでしたスペシャル
- ネタラロワイヤル（フジテレビ）
- レギュラー秋の紳助特番人生の選択（テレビ朝日）
- WWEスマックダウン（フジテレビ）
- プラチナチケット（テレビ東京）
- 裏Dora（テレビ埼玉）
- ビートたけしの世界はこうしてダマされた！超常現象秘ファイルⅡ（テレビ朝日）
- ドライブ a Go Go!（テレビ東京）
- トゥナイト2（テレビ朝日）
- やるヌキッ!（テレビ東京）
- 北野家族（関西テレビ）
- 北野タレント名鑑
- 大人の旅物語（BS11デジタル）

### CM
- ダック引越しセンター(2003年)
- 日清食品「ラ王・担々麺」(2002年)

### 映画
- デコトラの鷲　其の四「愛と涙の男鹿半島」
- 新・空手バカ一代
- 雀鬼くずれⅡ
- G-ZOX イメージガール(株式会社ソフト99コーポレーション）
- M－1グランプリへの道「まっすぐいこおぜ！」
- サムライプリンセス 外道姫（2009年） - 三日月
- 君が踊る、夏（2010年）

### Vシネマ
- 生霊（ミュージアム）
- 屍霊（TMC）主演
- ブロス（ミュージアム）
- 実録 最後の総会屋（ミュージアム）

### 舞台
- あなたがタイツにきがえたら
- HEAVENS DOOR - 特別出演

### ショートムービー
- Xbox LIVE

### ラジオ
- たなぼたメール（MBSラジオ）
- オレ達もっとやってまーす（MBSラジオ）

### 雑誌
- 週刊プレイボーイ
- FLASH
- フライデー (雑誌)
- sabra
- アサヒ芸能
- 宝島

他多数

### 連載
- 月刊アサヒ芸能エンタメ！（徳間書店）
- しいなまおの新車ナビ この車で誘ってね
- That's DAN（バウハウス）
- ほほーい！　まおチャット

### 写真集
1. pasar（1998年12月、ゲオ出版、撮影：塚田和徳）ISBN 978-4876963027
2. l'amie（1999年7月、ぶんか社、撮影：梶木則男）ISBN 978-4821122905
3. embrasser（2000年11月、バウハウス、撮影：落合遼一）ISBN 978-4894611993
4. 秘密旅行（2002年3月、ワニブックス、撮影：西田幸樹）ISBN 978-4847027031

### ビデオ・CD・DVD
- 1st スリルな胸元（ピコレーベル）
- 2nd lamie（バウハウス）
- 3rd Final Beauty（竹書房）
- 4th les flirt（パイオニアLDC）
- 5th embrasser（英知出版）
- デジブックCD「Lip」（オリンパス販売）
- 6th MyRoom　しいなまお
- 7th mao's style（フォーサイド・ドット・コム）
- 実録・プロジェクト893XX THE 暴走族 極悪編（2006年1月25日、GPミュージアム） - レポーター

### 携帯サイト
- アイドルグラビアDX
- 素顔の告白
- 待受画面コレクション
- 山岸伸写真館
- J-SKY SKY-on 楽団
- EZweb Voice Factory

### 広告スチール
- 理容協会
- 蔵衛門7（オリンパス販売）

### トレカ
- infinity（ウォーキング）

### ゲーム
- メタルギアソリッド2（ゲーム中のポスター）